# Luis Alberto de Herrera Quevedo
Luis Alberto de Herrera Quevedo (Montevideo, 22 de juliol de 1873 - ibídem, 8 d'abril de 1959) fou un advocat, periodista i historiador uruguaià, principal cabdill civíl del Partit Nacional durant més de cinquanta anys, així com una de les personalitats polítiques més rellevants de la primera meitat del segle xx al seu país.

## Biografia
Fill de Juan José de Herrera i de la seva esposa, Manuela Quevedo Lafone, va créixer en una llar de gent culta i severa, regit per la disciplina d'encuny protestant imposada per la seva mare. Va estudiar en col·legis de Montevideo i Buenos Aires i Dret a la Universitat de la República. Es va iniciar políticament el 1892 al club "2 de enero", i el 1893 va pronunciar el seu primer discurs polític a Paysandú. En aquest mateix any va començar a escriure al diari El Nacional, al costat de Luis Ponce de León i d'Eduardo Acevedo Díaz.
En mobilitzar-se militarment el Partit Nacional el 1896 va viatjar a Buenos Aires, al costat de Carlos Roxlo Miralles, Luis Ponce de León i Florencio Sánchez, i va participar activament en els preparatius revolucionaris. Va ser un dels "Vint-i-dos de Lamas": petit grup provinent de l'Argentina a les ordres de Diego Lamas que va desembarcar el 5 de març a Puerto Sauce, departament de Colonia, per reunir-se amb uns altres i iniciar la Revolució de 1897. Va estar present a la batalla dels Tres Arbres (17 de març), la més important victòria del Partit Nacional en tota aquesta campanya de més de sis mesos, que Herrera va acompanyar i després va narrar detalladament al seu llibre Por la Patria.
El 1903 es va graduar d'advocat, però no va exercir mai la professió. Per aquells anys va començar a estudiar el liberalisme nord-americà, rastrejant la seva influència en la revolució independentista del Riu de la Plata. Va tornar a l'Uruguai el gener de 1904, tot just iniciada la guerra civil d'aquest any, i va fer tota la campanya al costat dels revolucionaris del Partit Nacional, ja en llocs de director. Va tractar sense èxit d'evitar la desbandada de l'exèrcit revolucionari després que Aparicio Saravia caigués ferit a la batalla de Masoller i va ser un dels redactors del document de la pau d'Aceguá.
En produir-se el cop d'estat de Juan Lindolfo Cuestas (10 de febrer de 1898) va rebre l'oferiment d'integrar el Consell d'Estat, però ho va refusar per influència del seu pare. El 1901 va viatjar als Estats Units com encarregat de negocis de l'Uruguai davant aquest país i el Canadà, i va romandre a l'estranger fins a l'any 1904.
| « | En aquests instants es vessa la sang preciosa d'adversaris i també de companys la sort dels quals, bona o dolenta, jo també vull córrer. | » |
| — Herrera a José Batlle y Ordóñez, explicant els motius de la seva renúncia al càrrec de diplomàtic, gener de 1904. | |   |

### Dècades de 1900 i 1910
El novembre d'aquest any va fundar el diari La Democracia, al costat de Carlos Roxlo Miralles, i el 1905 va ser elegit diputat per Montevideo. Aquest mateix any, i sempre en col·laboració amb Roxlo, presentà el projecte de limitació de la jornada laboral que es considera l'antecedent de la llei de 8 hores de treball diari. La prèdica de La Democracia va determinar que, el 1906 i per ordre personal del llavors president José Batlle y Ordóñez, Herrera fos detingut en violació dels seus furs parlamentaris, en un incident públic que va causar commoció. Ja en llibertat va reptar a duel al president i va acabar batent-se, sense conseqüències, amb un fill de l'esposa de Batlle, Ruperto Michaelsson Pacheco.
El 1906 també viatjà a Europa, i en els anys següents va ser el principal negociador del seu partit en la dura tasca de reformar el sistema electoral.
El 1908 va contreure matrimoni amb Margarita Uriarte Olascoaga —vídua d'Alberto Heber Jackson— amb qui va tenir una filla, María Hortensia, mare al seu torn de Luis Alberto Lacalle, futur president del país.
El 1910 va ser elegit secretari d'actes de l'Honorable Directori del Partit Nacional, i el 1913 el president dels Estats Units, Theodore Roosevelt, va visitar l'Uruguai i va demanar una entrevista amb Herrera, ja que li interessava comentar amb ell el seu llibre La Revolución Francesa y Sudamérica, que s'havia publicat el 1910. El 1914 va viatjar al Paraguai per a reforçar vells llaços històrics del seu partit amb aquell país, i va ser elegit diputat pel departament de Río Negro.
El 31 de març de 1933 va suport, al capdavant del sector majoritari del Partit Nacional, al cop d'estat de Gabriel Terra Leivas, que comptava amb el suport de la policia i del Cos de Bombers, dirigits pel seu cunyat Alfredo Baldomir, l'Exèrcit, en un període conegut com la "Dictadura de Terra", pel qual es va dissoldre el Parlament i es va censurar la premsa.